# RRP1
RRP1‏ (Ribosomal RNA processing 1) هوَ بروتين يُشَفر بواسطة جين RRP1 في الإنسان.